# Kieran Ngwenya
Pour les articles homonymes, voir Ngwenya.
Kieran Ngwenya, né le 25 septembre 2002 à Glasgow, est un footballeur international malawite qui évolue au poste d'arrière gauche avec les Dunfermline Athletic.

## Biographie
Kieran Ngwenya est né à Glasgow en Écosse d'un père malawite et d'une mère trinidadienne. Sa famille déménage très tôt à Édimbourg, son père travaillant à la faculté des sciences de la terre (en) de l'Université d'Édimbourg, dont il est notamment recteur, la mère de Kieran ayant également fait ses études de médecine dans la prestigieuse université écossaise.

### Carrière en club
Formé au Tynecastle Boys Club, petit club d'Édimbourg,, Ngwenya est très tôt repéré par les grands clubs de la capitale écossaise, passant notamment six mois en stage aux Heart of Midlothian vers ses dix ans. Mais avec la volonté de se consacrer au football uniquement une fois ses études secondaires terminée, il ne signe à plein-temps dans un club professionnel qu'à l'été 2020, rejoignant finalement l'Aberdeen Football Club.
Il fait ses débuts professionnels avec Aberdeen FC le 12 décembre 2020, lors d'une victoire 2-0 à domicile en championnat contre Ross County.
En mars 2021, Ngwenya est prêté aux Cove Rangers en Scottish League One, accompagné par son jeune coéquipier Kevin Hanratty.
En septembre 2021, il est à nouveau prêté par le club et rejoint Kelty Hearts pour la saison 2021-22.
En juillet 2022, Aberdeen FC le prête au Raith Rovers FC pour toute la saison 2022-23,.
Le 10 août 2023, il est à nouveau prêté par le club, au Partick Thistle pour toute la saison,.
En juin 2024, il quitte définitivement le club Aberdeen FC et rejoint Dunfermline Athletic pour un contrat de deux ans,.

### Carrière en sélection
Né en Écosse, Ngwenya est également éligible pour jouer avec les sélections du Malawi et de Trinité-et-Tobago du fait de ses origines. En juin 2021, il fait finalement ses débuts pour le Malawi lors d'une défaite 2-0 en match amical contre la Tanzanie, étant titularisé au poste de latéral gauche,,, dans un match marqué par les absences de plusieurs cadres coté malawite, le capitaine Limbikani Mzava (en), John Banda et Gerald Phiri Jr. (en) manquant notamment à l'appel.